# Ermland (Schiff, 1922)
Die Ermland der Hamburg-Amerikanische Packetfahrt-Actien-Gesellschaft (Hapag) war der vierte Neubau für die Beteiligung der Reederei an einem Ostasien-Gemeinschaftsdienst mit britischen Reedereien und dem Norddeutschen Lloyd. Die ersten vier Schiffe der Havelland-Klasse waren fast reine Frachtmotorschiffe mit einer kleinen Passagiereinrichtung für 18 Fahrgäste.

Die Ermland und ihr Schwesterschiff Rheinland waren im Gegensatz zu den ersten beiden Schiffen mit langsam laufenden Dieselmotoren ohne Getriebe ausgerüstet. Die im September 1922 in Dienst gestellte Ermland blieb bis 1939 im Ostasiendienst und befand sich bei Kriegsbeginn in Kaohsiung, Formosa.
Sie wurde Ende Dezember 1940 als erster Blockadebrecher von Japan nach Europa geschickt und erreichte im April 1941 Bordeaux. Unterwegs hatte sie sich unter anderem mit dem Schweren Kreuzer Admiral Scheer getroffen.

Umbenannt in Weserland lief sie im Herbst 1942 wieder nach Japan. Ihre letzte Reise begann am 26. Oktober 1943 in Yokohama und endete 2. Januar 1944 im Südatlantik auf der Position
17° 0′ 0″ S, 21° 0′ 0″ W zwischen Ascension und der brasilianischen Küste, wo sie vom US-amerikanischen Zerstörer USS Somers versenkt wurde.
Nachdem von 2018 bis mindestens ins Jahr 2021 kistenartige Gegenstände an Brasiliens Strände angespült wurden, fand das Instituto de Ciências do Mar (Labomar) da Universidade Federal do Ceará (UFC) heraus, dass jene Gegenstände in Wahrheit Kautschukballen sind, die von der Rio Grande und der Weserland stammen.

## Baugeschichte
Die Ermland war der vierte Neubau der Hapag für die Beteiligung an einem Ostasien-Gemeinschaftsdienst mit den britischen Reedereien Alfred Holt & Co. und Ellerman & Bucknall, die den deutschen Reedereien Hapag und Norddeutscher Lloyd (NDL) eine Betriebsgemeinschaft angeboten hatten, was diese 1921 annahmen. Die Hapag wollte die Route, wie die beiden britischen Reedereien vorrangig als Frachtlinie betreiben und die bei Blohm & Voss in Auftrag gegebenen Motorschiffe hatten daher auch nur Platz für bis zu 18 Fahrgäste.
Als erstes Schiff der Hapag in diesem Gemeinschaftsdienst kam das Typschiff der Neubauten, die Havelland, im Dezember 1921 zum Einsatz. Sie und das zweite Schiff der Serie, die Münsterland, wurden von noch vorhandenen U-Boot-Dieseln angetrieben, deren hohe Drehzahl von einem Getriebe reduziert wurde, das von dem Blohm & Voss-Direktor Hermann Frahm entwickelt worden war.
Die Ermland, benannt nach der preußischen Landschaft Ermland, bildete mit ihrem Schwesterschiff Rheinland die zweite Gruppe der Neubauten, bei der bei Blohm & Voss gebaute langsam laufende 6-Zylinder-Dieselmotoren der Bauart Burmeister & Wain erprobt wurden, die direkt auf die beiden Wellen wirkten.
Die Ermland lief am 18. Februar 1922 als letztes Schiff des Ursprungauftrages neun Monate nach dem ersten Schiff vom Stapel und wurde 29. August 1922 ein Jahr nach dem Typschiff abgeliefert.
Die Klasse wurde noch durch zwei weitere Schiffe (Saarland, Vogtland) 1924 vervollständigt, die ein zusätzliches Deck erhielten und dann 49 Fahrgäste an Bord nehmen konnten. Die Vogtland wurde wieder mit dem Antriebskonzept der ersten Schiffe ausgestattet, während die Saarland zu Vergleichszwecken durch eine Getriebeturbine angetrieben wurde.

### Letzte Einsätze alsErmland
Die Ermland blieb bis 1939 vorrangig auf der Ostasien-Route im Einsatz. Ihre letzte Friedensfahrt führte sie von Houston nach Manila, wo sie am 26. August 1939 eintraf. Der Kapitän entschied sich den Hafen wegen der angespannten politischen Lage sofort zu verlassen und er lief am 31. dann in Takao (heute Kaohsiung), Formosa, ein, wo das Schiff die nächsten 11 Monate verblieb. Sie hatte noch 706 t Treiböl an Bord, ausreichend für 53 Seetage und über 12000 sm. Vom 28. Juli bis 5. August 1940 fuhr die Ermland dann  nach Kobe, um Aufgaben in der Etappe zu übernehmen.
Ohne jegliche Ladung verließ die Ermland unter Kapitän F. Krage am 28. Dezember 1940 Kobe, um Gefangene von deutschen Hilfskreuzern zu übernehmen. Zuerst traf sie vom 5. Januar 1941 den Hilfskreuzer Orion und den Prisentanker Ole Jacob am Lamotrek-Atoll der Marshallinseln. Nach Übernahme der 183 auf der Orion verbliebenen Gefangenen (darunter 32 Norweger von der Ringwood) setzte die Ermland, getarnt als die russische Tbilisi aus Wladiwostok, am 9. Januar ihre Alleinfahrt Richtung Heimat durch den Pazifik und um das Kap Hoorn fort. Am 23. Februar sichtete sie ein einzeln fahrendes großes Schiff, vermutlich einen Truppentransporter.
Am Versorgungspunkt “Andalusien” ergänzte die Ermland ihre Vorräte aus dem Versorger Nordmark unter Kapitän Grau und übernahm von den im Südatlantik eingesetzten Schiffen noch weitere 148 Gefangene. 56 kamen vom Kreuzer Admiral Scheer, den sie etwas später im Mittelatlantik traf. Am 3. April 1941 traf die Ermland in Bordeaux als erster Blockadebrecher aus Japan ein.

### Weitere Einsätze alsWeserland
Wegen der Verwechslungsgefahr mit dem gleichnamigen Marineversorger wurde die Ermland nach dieser Reise in Weserland umbenannt und mit einem 10,5 cm-Geschütz und vier 2 cm-Flugabwehrmaschinenkanonen bewaffnet. Mit einer Stückgutladung für Japan versuchte die Weserland am 17. August 1942 auszulaufen. Sie wurde bei Kap Ortegal durch britische Flugzeuge angegriffen und lief am 20. in den Schutz der spanischen Küstengewässer. Von dort kehrte sie wieder nach Bordeaux zurück. Am 18. September gelang Kapitän Krage dann der Ausbruch aus Bordeaux nach Yokohama. Diesmal wurde das Schiff entfernter von der spanischen Küste von einer Short Sunderland entdeckt und angegriffen. Es gelang das Flugboot abzuschießen. Zwei Mann der Besatzung konnten gerettet werden. Beide überlebten, obwohl der eine erhebliche Verbrennungen erlitten hatte und dem anderen ein Bein amputiert werden musste. Am 1. Dezember 1942 erreichte die Weserland Japan, obwohl sie auf dem Weg sechs fremde Schiffe gesichtet hatte.
Eine erste Rückreise begann die Weserland am 5. Januar 1943 aus Yokohama. Die Reise wurde abgebrochen und über Batavia kehrte das Schiff nach Japan zurück. Erst am 26. Oktober 1943 trat die Weserland endgültig die Rückreise an, auf der ab Singapur auch 35 italienische U-Boot-Fahrer auf ihrer Heimreise an Bord waren.

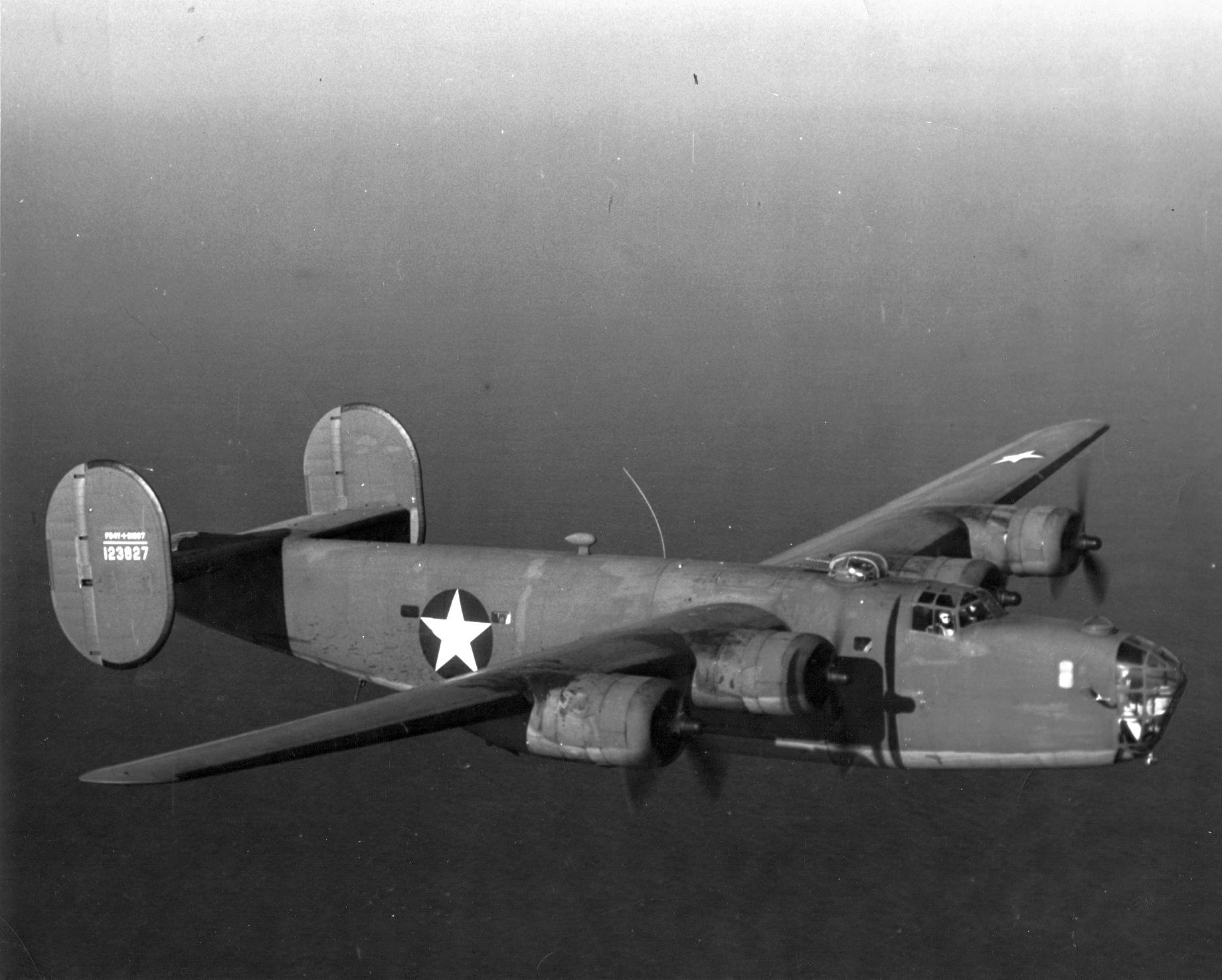
PB4Y-1 Liberator

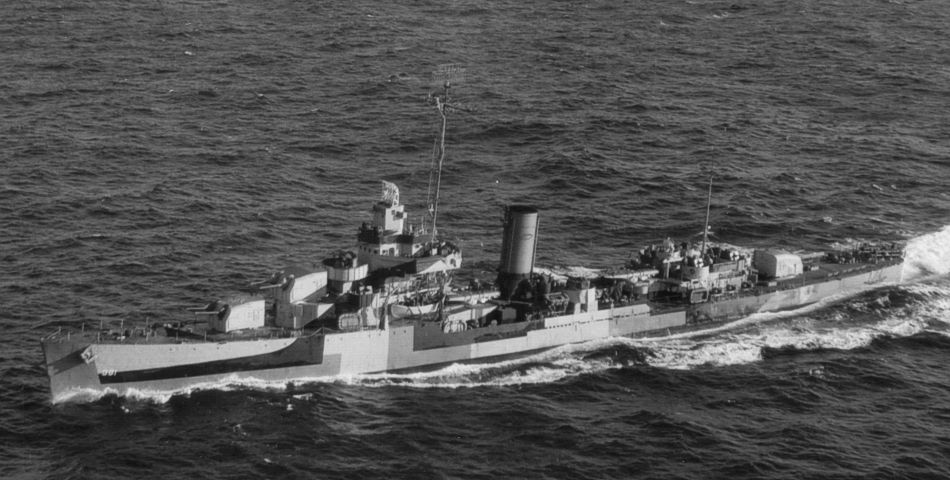
Die USS Somers

Am Neujahrstag 1944 startete die auf Ascension stationierte Aufklärungsstaffel ihre Routineflüge mit ihren Consolidated PB4Y-1 Liberators. Die zweite Maschine entdeckte nach über sechs Stunden Flug gegen 14.00 Uhr ein Schiff auf ONO-Kurs mit 10 Knoten Fahrt. Es gab sich als Glenbank aus (die von Kapstadt auf dem Weg nach Montevideo war). Die unsicheren Amerikaner gaben einige 12,7 mm MG-Schüsse ab, worauf die Weserland exakt zurückschoss und traf. Die Maschine landete um 18.45 mit einem Verletzten wieder auf Ascension. Zur Klärung der Herkunft des Schiffes startete eine weitere Suchmaschine gezielt zur letzten Kontaktposition, außerdem wurde der Zerstörer USS Somers (Cdr. E.C. Hughes) in Marsch gesetzt. Um 20.35 sichtete das Flugzeug die angebliche Glenbank, die sich jetzt 70 Seemeilen südöstlich der vorigen Position befand. Die Maschine kehrte nach Ascension zurück und landete am 2. Januar um 03.30 Uhr. Die Maschine startete erneut um 09.30 Uhr und fand das verdächtige Schiff wieder. Als die Maschine ihre Meldung absetzte, eröffnete die Weserland um 17.25 wiederum sehr präzises Feuer und beschädigte die Liberator „Baker 12“. Um 18.30 waren drei weitere Maschinen bei der Weserland und die beschädigte Maschine konnte begleitet den 600 sm-Rückflug antreten, der allerdings um 21.47 nach ständigem Höhenverlust auf der Wasseroberfläche endete.

Um 22.00 sichtete die Somers die Weserland in 12 sm Entfernung, die von den Flugzeugen ausgeleuchtet wurde. Die Somers eröffnete schließlich bei einer Entfernung von 4 sm das Feuer und die Weserland sank um 00.30 am 3. Januar 1944. Fünf Männer starben, die 134 Überlebenden wurden von der Somers an Bord genommen.

Die starke und sehr gründliche Überwachung ist auf Ultra-Entschlüsselungsergebnisse zurückzuführen, die bis zum 6. Januar 1944 auch noch zum Verlust der Blockadebrecher Rio Grande und Burgenland führte. Allein am 2. Januar wurden vier Einzelfahrer entdeckt und kontrolliert.

## Schicksal der Schwesterschiffe
| Stapellauf in Dienst  | Name        | Tonnage           | BauNr   | Schicksal |
| --------------------- | ----------- | ----------------- | ------- | --- |
| 12.05.1921 30.08.1921 | Havelland   | 6334 BRT 9660 tdw | Nr. 461 | Motorschiff angetrieben von zwei U-Boot-Dieselmotoren über Getriebe, 10. September 1921 Jungfernreise von Hamburg nach Ostasien, 1944 an Japanische Marine abgegeben / Tatsumi Maru, im September 1945 gestrandet in Kobe und 1946 abgebrochen |
| 13.08.1921 23.01.1922 | Münsterland | 6408 BRT 9760 tdw | Nr. 462 | Antrieb wie vor, 2. Februar 1922 Jungfernfahrt von Hamburg nach Ostasien, Januar bis Mai 1942 als Blockadebrecher von Japan nach Bordeaux, 10. Januar 1944 beim Versuch der Verlegung durch den Kanal durch britische Artillerie vor Calais versenkt, 59 Tote |
| 1.10.1921 25.03.1922  | Rheinland   | 6552 BRT 9900 tdw | Nr. 414 | Motorschiff angetrieben von direkt auf die Wellen wirkenden Dieselmotoren, 19. April 1922 Jungfernreise von Hamburg nach Ostasien, 16. Juni 1926 nach Kollision mit einem japanischen Frachter auf dem Jangtsekiang vor Hankau gesunken, |
| 20.10.1923 2.02.1924  | Saarland    | 6863 BRT 9468 tdw | Nr. 460 | Antrieb durch eine Dampf-Getriebeturbine, 23. Februar 1924 Jungfernfahrt von Hamburg nach Ostasien, ab Januar 1934 auch Einsatz von Hamburg zur Westküste Südamerikas (Kosmos-Dienst), im September 1939 Zuflucht in Dairen, 30. September 1940 Verkauf an Japan / Teiyo Maru, 2. März 1943 durch US-amerikanische Flugzeuge versenkt |
| 3.05.1924 23.08.1924  | Vogtland    | 7106 BRT 9800 tdw | Nr. 401 | Motorschiff angetrieben von zwei U-Boot-Dieselmotoren über Getriebe, 21. September 1924 Jungfernreise von Hamburg nach Ostasien, ab März 1934 Einsatz von Hamburg zur Westküste Südamerikas (Kosmos-Dienst), 1938 bei Blohm & Voss auf dieselelektrische Antrieb umgebaut, ab Februar 1939 wieder Einsatz nach Ostasien, im September 1939 Zuflucht in Batavia, im Mai 1940 beschlagnahmt und als Berakit unter niederländischer Flagge eingesetzt, 7. Mai 1943 im Pazifik durch japanisches U-Boot versenkt |